# Powrót. Historia Howarda Winstone'a
Powrót. Historia Howarda Winstone’a (ang. Risen) – brytyjski film biograficzny z gatunku melodramat z 2010 roku w reżyserii Neila Jonesa, opowiadający o życiu walijskiego boksera Howarda Winstone’a, który po kontuzji wygrał 61 z 67 walk, w tym 27 przez nokaut. Wyprodukowana przez wytwórnię Burn Hand Film Productions i Templeheart Films.
Premiera filmu miała miejsce 29 lipca 2010 w Wielkiej Brytanii.

## Opis fabuły
Film opowiada historię walijskiego gwiazdora wagi piórkowej w boksie, Howarda Winstone’a (Stuart Brennan), który podczas pracy w fabryce traci trzy palce. Jego nieszczęśliwy wypadek może przekreślić obiecującą karierę sportową. Pięściarz jednak powraca do treningów, zmienia styl walki i zaczyna zwyciężać na ringu.

## Produkcja
Zdjęcia do filmu kręcono w Cardiff oraz w Merthyr Tydfil w Walii w Wielkiej Brytanii, a także w Melbourne w Australii..

## Obsada
Źródło: Filmweb
- Brian Blessed jako Mike Bassett
- John Noble jako Eddie Thomas
- Michael Bentt jako Archie Moore
- Shane Richie jako Mike Barrett
- Simon Phillips jako Mickey Duff
- Stuart Brennan jako Howard Winstone
- Kugan Cassius jako arbiter
- Helen Griffin jako Katie Winstone
- Emile Jansen jako Koen Verhoeff
- Robin Reid jako Winstone Saldivar, arbiter
- Boyd Clack jako Howard Winstone Senior
- Grainne Joughin jako Bennita Winstone
- Érik Morales jako Vicente Saldívar

i inni.